# Калиновський (Новосибірська область)
Калиновський (рос. Калиновский) — селище у Краснозерському районі Новосибірської області Російської Федерації.
Входить до складу муніципального утворення Половинська сільрада. Населення становить 2 особи (2010).

## Історія
Згідно із законом від 2 червня 2004 року органом місцевого самоврядування є Половинська сільрада.

## Населення
| 2002 | 2007 | 2010 |
| ---- | ---- | ---- |
| 8    | ↘5   | ↘2   |